# Гарсиа Ровира, Кустодио
Хосе Кустодио Кайэтано Гарсиа Ровира (исп. José Custodio Cayetano García Rovira, 2 марта 1780 — 8 августа 1816) — южноамериканский военный и политический деятель, один из основателей независимой Колумбии.
Кустодио Гарсиа Ровира был сыном Хуана де Диос Гарсиа Наваса и Розы Ровира де Гарсиа. Он родился в 1780 году в Букараманге, вице-королевство Новая Гранада, в 1799 году окончил Колледж Св. Варфоломея в Санта-Фе-де-Боготе и получил степень по философии, в 1804 году — степень по гражданскому праву, позднее стал доктором теологии. Также он учился в Университете Св. Фомы Аквинского, где изучал рисование и музыку, а позднее получил степень в области изящных искусств. 29 апреля 1809 года Кустодио Гарсиа Ровира получил докторскую степень в области права и Королевская аудиенсия Боготы официально признала его адвокатом. Позднее он стал профессором Колледжа Св. Варфоломея, и преподавал алгебру, тригонометрию, философию, метафизику и этику. Страсть к учёбе сделала Кустодио Гарсиа Ровиру заметной фигурой в светских салонах Боготы, где он получил прозвище «El Estudia» («Студент»).
После революционных событий лета 1810 года Кустодио Гарсиа Ровира принял участие в деятельности новообразованного правительства, а с августа стал адвокатом Апелляционного трибунала Боготы. После состоявшегося в провинции Тунха Конгресса провинций Новой Гранады он стал принимать участие в политической жизни Тунхи, и был назначен лейтенантом армии Тунхи. 25 июля 1812 года на всеобщих выборах он был избран губернатором провинции Сокорро.
После побед над роялистами в октябре 1814 года в Соединённых Провинциях Новой Гранады была создана исполнительная власть — Триумвират, и Кустодио Гарсиа Ровира был избран одним из его членов (в связи с отсутствием в тот момент членов Триумвирата на месте, их временно заменили члены Конгресса), однако в связи с тем, что так и не подтвердил своего участия, в 1815 году был заменён генералом Антонио Вильявисенсио.
В 1815—1816 испанские войска начали восстанавливать в Новой Гранаде власть Испании. 2 июня 1816 года убегающий от испанских войск президент Хосе Фернандес Мадрид прибыл в Попаян, и заявил собравшейся там Постоянному Законодательному Комитету Конгресса о своей отставке. Комитет назначил президентом Кустодио Гарсиа Ровиру, до прибытия которого обязанности президента должен был исполнять вице-президент Либорио Мехия. Войска под командованием Мехии потерпели поражение от испанцев, и к моменту, когда он передал Гарсие президентские полномочия, от республиканских войск уже почти ничего не осталось. Вскоре Гарсиа и Мехия были схвачены испанцами. 8 августа 1816 года Кустодио Гарсиа Ровира был казнён в Боготе, и его тело было повешено для устрашения жителей с табличкой «García Rovira, el estudiante, fusilado por traidor».